# Armand Charlet

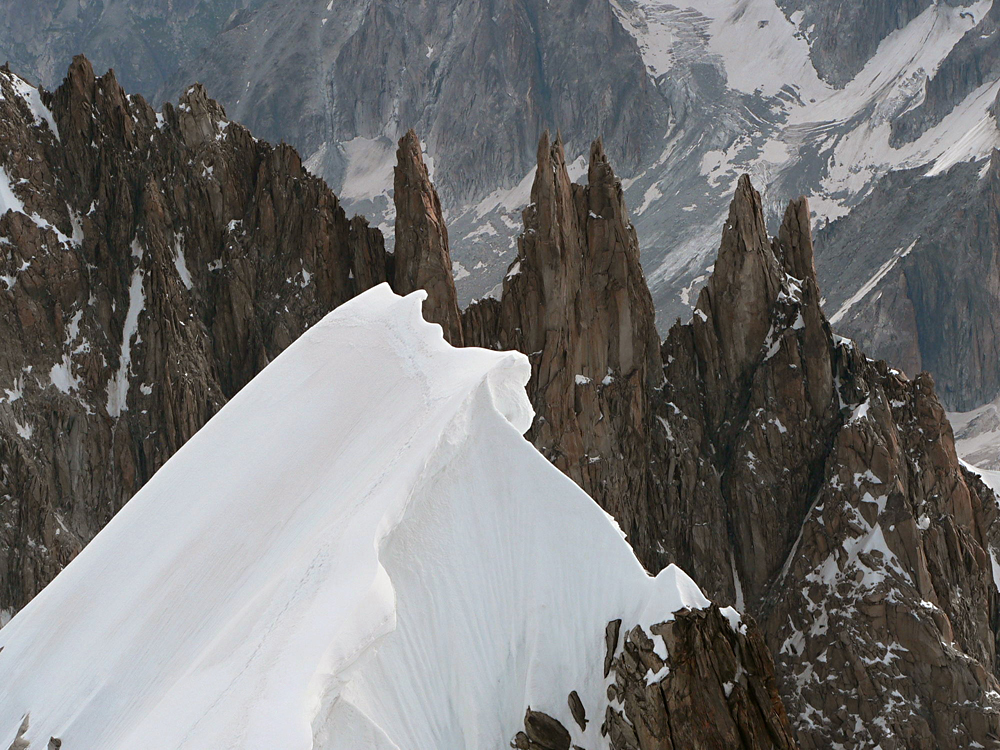
As Aiguilles du Diable: Charlet fez a primeira subida a estas rochas pinaculares, e a primeira travessia, incluindo L'Isolée, o cume isolado à esquerda do centro.

Jules Armand Charlet (Argentière, 9 de fevereiro de 1900 - Argentière, 28 de novembro de 1975) foi um alpinista e guia de alta montanha de nacionalidade francesa, considerado como um dos maiores guias do período entre-guerras.

## Biografia
Tão à vontade na rocha como no gelo, Armand Charlet realizou algumas primeiras ascensões. Na revista La Montagne et Alpinisme, Alain de Châtellus considera-o como o chefe indiscutível e faro da sua geração  pelo número de guias que o tomaram como referência.
Reconhecido por ter cerca de três mil ascensões no seu ativo, mas exigente consigo mesmo e perfeccionista, Armand Charlet subiu a Aiguille Verte mais de 100 vezes usando 14 itinerários, e abrindo 7 novas vias de montanha. Outro grande feito foi nessa altura ter feito a travessia das Aiguilles du Diable.
Armand Charlet é o personagem central do filme À l'assaut des aiguilles du Diable que Marcel Ichac realizou em 1942, e que é um grande clássico do cinema de montanha.

## Obras
Armand Charlet, Vocation Alpine, Ed. Victor Attinger, 1949 - reed. Éditions Hoëbeke, 2012.